# Tom Watson
Thomas Sturges Watson, conhecido como Tom Watson (Kansas City, Missouri, 4 de setembro de 1949) é um jogador norte-americano de golfe profissional que jogou nos torneios do Circuito PGA (PGA Tour, em inglês) e atualmente joga no Champions Tour (Circuito dos Campeões, lit.).

## Primeiros anos e educação
Nascido em Kansas City, Missouri, Watson foi influenciado a praticar o esporte golfe por seu pai, Ray, e o seu primeiro treinador foi Stan Thirsk, no Clube de Campo do Kansas City. Watson começou a ganhar notoriedade local, quando estava na equipe de ensino médio, na Pembroke-Country Day School, em sua terra natal. Venceu quatro torneios amadores do estado de Missouri, 1967, 1968, 1970 e 1971. Frequentou a Universidade Stanford, jogando nas equipes de golfe e de tênis de mesa, afiliando-se a Alpha Sigma Phi, e formou-se em psicologia em 1971.

## Carreira
Nas décadas de 1970 e 1980, Watson foi classificado como o jogador número um do mundo, vencendo oito torneios majors: cinco no Aberto Britânico, dois nos Masters de Golfe e um no Aberto dos Estados Unidos. Terminou como líder na lista de ganhos do PGA Tour em cinco temporadas: 1977, cinco vitórias; 1978, cinco; 1979, cinco; 1980, sete; e 1984, três. Durante sua carreira no circuito norte-americano, acumulou trinta e nove vitórias e 219 top 10.
Fora do Circuito PGA, venceu a Série Mundial de Golfe de 1980, o Aberto da Austrália de 1984, o Aberto de Hong Kong de 1992 e quatro torneios do circuito japonês. Por outro lado, jogou na Copa Ryder de 1997, 1981, 1983 e 1989 com a equipe norte-americana, onde conseguiu 10,5 pontos em quinze partidas.
Venceu o Aberto dos Estados Unidos de 1982, embora dias atrás admitiu ter jogado de maneira terrível.
Em 1999, Watson se juntou ao Senior PGA Tour, o circuito de veteranos dos Estados Unidos, e ganhou quatorze torneios, incluindo seis majors, e classificou-se em primeiro lugar na lista de resultados de 2003 e quinto em 2005. Entretanto, projetou vários campos de golfe, dentre eles o Clube de Golfe Nacional de Kansas City.
O marco mais recente na carreira de Watson ocorreu no Aberto Britânico de 2009, torneio que liderou na maior parte das quatro partidas e perdeu em um desempate por quatro buracos para o compatriota Stewart Cink.
Em 1988, Watson entrou para o  Hall da Fama do Golfe Mundial.